# Touch Me (singel Günthera)
„Touch Me” – singel Günthera z gościnnym udziałem Samanthy Fox, który został wydany w 2003 roku. Został umieszczony na albumie Günthera Pleasureman.

## Lista utworów
- CD singel (2004)[1]

1. „Touch Me” (Radio Edit) – 3:37
2. „Crazy & Wild” – 4:17

- CD maxi–singel (2004)[2]

1. „Touch Me” (Radio Edit) – 3:39
2. „Touch Me” (DJ Aligator Club Mix) – 6:08
3. „Touch Me”(More – Extended) – 4:31
4. „Touch Me” (Lounge Version) – 4:32
5. „Crazy & Wild” – 4:07

- CD singel (2004)[3]

1. „Touch Me” (Radio Edit) – 3:42
2. „Touch Me” (Extended) – 4:30
3. „Touch Me” (DJ Alligator Mix) – 6:07
4. „Touch Me” (Lounge Mix) – 4:32

## Notowania na listach sprzedaży
| Kraj      | Lista (2003/2004/2005) | Najwyższa pozycja |
| --------- | ---------------------- | ----------------- |
| Szwecja   | Top 60 Singles         | 1                 |
| Finlandia | Top 20 Singles         | 3                 |
| Norwegia  | Top 20 Singles         | 7                 |
| Dania     | Tracklisten Top 20     | 12                |